# Ciudad Darío
Ciudad Darío, antiguamente San Pedro de Metapa o simplemente Metapa, es un municipio del departamento de Matagalpa en la República de Nicaragua, que se ubica en la región llamada Metlalpán.
El 25 de febrero de 1920 se produjo el cambio de nombre en honor al poeta Rubén Darío que nació en ella el 18 de enero de 1867.

## Etimología
Etimológicamente el nombre "Metapa" proviene del náhuatl metlalpan que quiere decir "especie de metate" o "sabana de piedra".
Rubén Darío, en su autobiografía, describe así su lugar de nacimiento: 

Un mes después nacía yo en un pueblecito, o más bien una aldea... de Nueva Segovia, llamado antaño Chocoyos, y hoy Metapa.

## Geografía
Ciudad Darío se encuentra a 45 kilómetros de la ciudad de Matagalpa, y a 90 kilómetros de la capital de Managua. Su situación geográfica es de 12° 43′ 50″ de latitud norte y 86° 7′ 30″ de longitud oeste, con una altitud de 433 m s. n. m.

### Límites
Limita con los siguientes municipios: al norte con los municipios de San Isidro y Sébaco, al sur con los municipios de Teustepe, Tipitapa y San Francisco Libre, al este con los municipios de Terrabona y San José de Los Remates y al oeste con el municipio de El Jicaral.

## Historia
En 1623 o 1627 los misioneros españoles de la orden de los mercedarios, bajo Fray García de Loaysa, fundaron en el "valle de Metlalpán" una reducción indígena que llevaba el nombre del valle que llamaron "San Pedro de Metapa".

### Chocoyos
Fray Agustín Morel de la Santa Cruz, obispo de Nicaragua y Costa Rica, realizó una visita apostólica a la redención en 1752. En esta visita al territorio entonces conocido como Los Chocoyos encargaría el primer plano urbano de la población, que en aquel entonces constaba de unas 120 casas de techo de paja, con sólo una con techo de teja. Esta delegación perteneció al departamento de León. Después se trasladaría al departamento de Matagalpa, rebautizada como "Metapa". Estas viviendas se encontraban dispersadas por la llanura. La población estaba formada por unas 340 familias, lo que ascendía a unos 2259 habitantes. Contaba además con dos compañías del ejército, 59 haciendas y 66 trapiches para elaborar azúcar. La ordenación urbanística se basaría en cuatro calles y una plaza. Todas las calles llevaban nombres de apóstoles (San Pedro, San Pablo, San Andrés y Santiago). Fue entonces cuando recibió el nombre de Metapa o de San Pedro de Metapa.
La ubicación de la población en la frontera entre las tierras del Pacífico y del Atlántico que estaban prácticamente sin colonizar y en ellas residían, tal como dicen las crónicas las tribus enemigas de su Majestad, hacía que fuera considerada como un puerto de entrada. En el siglo XVI se instalaron en estas tierras las primeras haciendas agrícolas y ganaderas. Ni que decir tiene que el quedar en una ruta principal influyó muy positivamente en su desarrollo, ya en el siglo XVIII se realizaba en esta ciudad los cambios de caballeriza de las diligencias que iban de León a Granada procedentes de Matagalpa y Jinotega (esta es la razón por la que Rubén Darío naciera en este lugar ya que su familia vivía en León).

### En la guerra nacional de Nicaragua
En la lucha contra los filibusteros que mandaba William Walker fue sede de la Junta Patriótica de Recursos del Partido Legitimista que hacía de intendencia de las fuerzas que luchaban contra el usurpador. Desde allí salieron las tropas nicaragüenses para la Batalla de San Jacinto, el llamado "Ejército del Septentrión" que vencieron definitivamente a Walker, comandadas por los Generales Tomás Martínez y Fernando Chamorro Alfaro. En esa batalla se destacó oficial metapeño subteniente Ignacio Jarquín, quien comandaba el ala izquierda. Otros metapeños que combatieron en San Jacinto fueron los campistas Julián e Ignacio Artola, a quienes se atribuye haber arreado la estampida de caballos contra los filibusteros.

### Origen del municipio
El nombre del municipio se cambió en 1920 de Metapa a Ciudad Darío, en honor al poeta Rubén Darío, que había muerto cuatro años antes.

## Demografía
Ciudad Darío tiene una población actual de 54,458 habitantes. De la población total, el 49.8% son hombres y el 50.2% son mujeres. Casi el 43.2% de la población vive en la zona urbana.

## División territorial
El municipio cuenta por 22 comarcas rurales y la cabecera municipal, núcleo urbano. Las comarcas rurales son: Casas Viejas, Asiento Viejo, Totumbla, Las Calabazas, El Cacao, San Juanillo, El Jobo, Apompua, Trujillo, Maunica, Puertas Viejas, Las Cañas, Llanos de Tamalapa, Dulce Nombre de Jesús, Las Mesas, Las Queseras, Las Mangas, Las Nubes, Regadío, Santa Bárbara, El Prado, Los Cocos y El Jícaro.

## Clima
Su clima tropical de sabana con temperaturas que oscilan entre 28 a 25 °C y una temperatura media de 26,5 °C. Tiene abundantes lluvias (entre los 800 y 1000 mm) distribuidas durante todo el año.

## Economía
La economía está basada en la producción agrícola con plantaciones de frijol, maíz y sorgo. El comercio, enfocado hacia el suministro a los viajeros en ruta, fue desde siempre una actividad importante, aunque la construcción de una variante que evita el paso de los viajeros por el casco urbano haya hecho que dicha actividad se resienta. El turismo, basado en la casa natal de Rubén Darío, es una actividad que ocupa a buena parte de la población y que crea expectativas de crecimiento.
El sector primario es el sector básico de la actividad del municipio aunque buena parte de las producciones son para autoconsumo. Se produce maíz, frijoles, trigo y hortalizas. También hay explotaciones ganaderas.
El sector secundario casi no está presente en la zona. La única actividad industrial es la elaboración artesanal de ladrillos de barro y una fábrica de bentonita para la manufactura de jabones.
El sector terciario se basa en el turismo que atrae la Casa Museo de Rubén Darío y comercio. Existe un hotel al borde de la carretera panamericana.

## Cultura
La gastronomía de Ciudad Darío esta persidida por las rosquillas darianas hechas de maíz. Hay fama de las cosas de horno o perrerreque, que se realizan en esta ciudad.
Entre los bailes que se realizan en Ciudad Darío destaca el de la polka y la mazurca que son de origen europeo, que suelen estar acompañados por guitarras y violines.

## Religión
El municipio celebra su fiesta el 29 de junio en memoria de San Pedro y San Pablo.

## Educación
- Preescolar
  - Preescolar "Academia Cristiana"
  - Preescolar "Federico García Lorca"
  - Preescolar "Joël Fieux" (joven voluntario francés, nacionalizado nicaragüense, asesinado por la Contra el 28 de julio de 1986 en Zompopera, Santa María de Pantasma, departamento de Jinotega junto con Berndt Koberstein de Alemania Federal, Yvan Leyvraz de Suiza y los nicaragüenses Roger Hamkin, Mario Acevedo, el conductor Rosario Leytón y William Blandón).

- Primaria

- - Colegio "Academia Cristiana"
  - Colegio Parroquial "San Antonio de Padua"
  - Centro Escolar "Rubén Darío"
  - Centro Escolar "Hogar Escuela"

- Secundaria
  - Instituto "Academia Cristiana"
  - Instituto Franciscano "Rubén Darío"
  - Instituto Nacional "Rubén Darío"
  - Instituto Nacional "Carlos Santi Brugia"
  - Instituto Público "Las Calabazas"

## Sitios de interés
La Iglesia de San Pedro construida en 1620, Elevada como parroquia en 1624, teniendo las últimas renovaciones en 1914 y en 1955, esta última por los Frailes Franciscanos que llegaron en 1954, es uno de los monumentos más relevantes de la ciudad.
El principal atractivo de Ciudad Darío es sin duda la casa natal del poeta, convertida en museo. El Museo Histórico Casa Natal Rubén Darío, que conserva la estructura original con sus paredes de adobe y taquezal, fue declarado Monumento Nacional el 6 de febrero de 1943. Guarda mobiliario original usado por el infante Rubén Darío y su madre Rosa Sarmiento durante el periodo en que permanecieron allí. Está dotado de un auditorio al aire libre, construido en el patio de la casa.

### Pueblo Natal de Rubén Darío

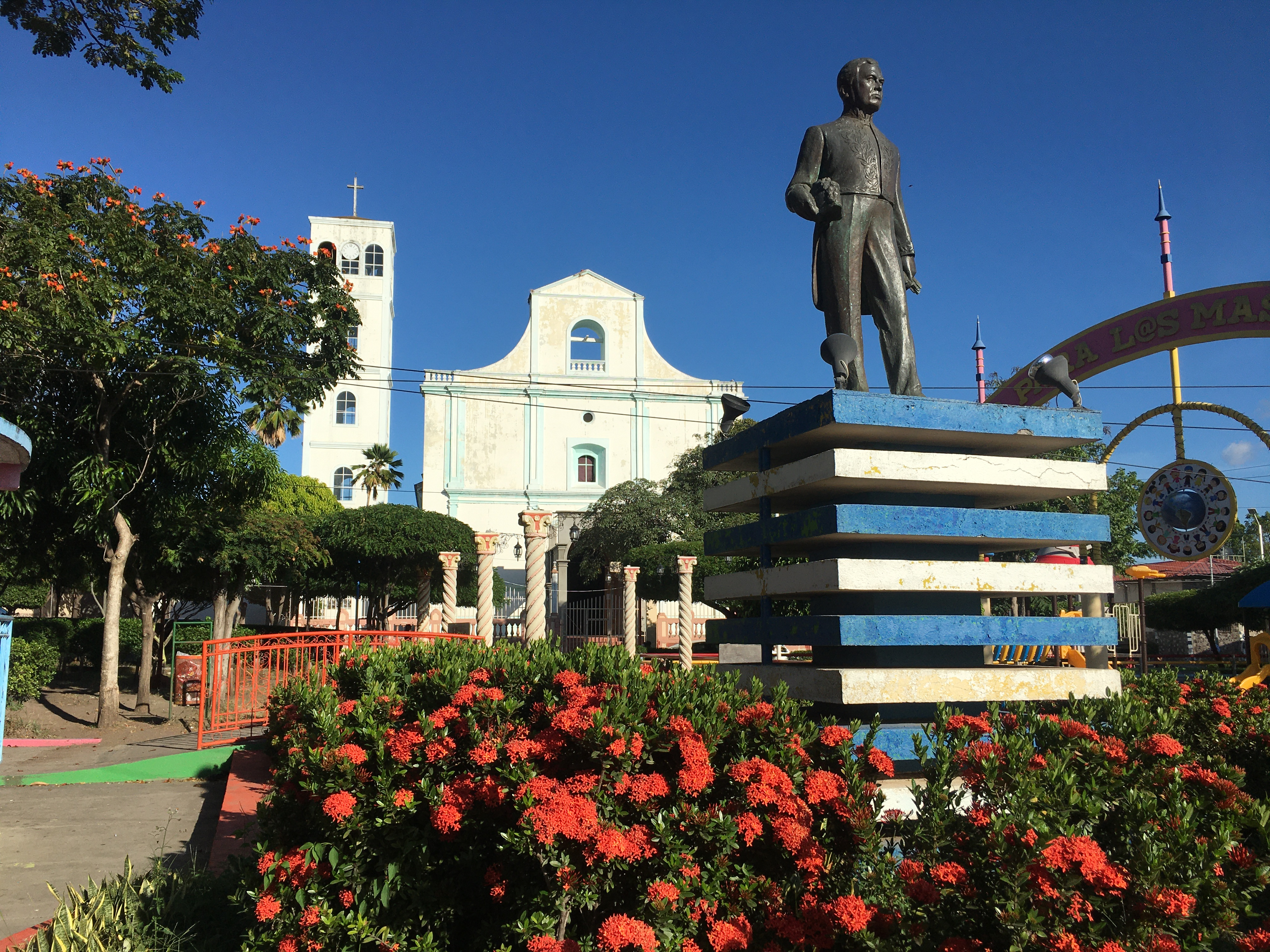
Parque Central de Ciudad Darío, con el monumento de Rubén Darío y en el fondo se aprecia la Parroquia San Pedro.

En el valle de Olominapa, entre Metapa y Tipitapa, Josefa Sarmiento, hermana de la madre de Rubén Darío, tenía un comercio. En un viaje que realizaba Josefa acompañando a su hermana Rosa tuvieron que detenerse en Metapa por ponerse Rosa de parto. Allí nació Rubén Darío en casa de Cornelia Mendoza y atendida su madre por la Agatona Ruiz. Ocho días después siguieron camino hasta Olominapa, donde les esperaba el marido de Josefa Sarmiento, el coronel Félix Ramírez Madregil.
En 1891 la población de Metapa fue elevada a la categoría de ciudad.
Después de la muerte de Rubén Darío se impulsaría por parte de un grupo de ciudadanos el cambio de nombre de la ciudad en honor del llamado príncipe de las letras castellanas. El 25 de febrero de 1920 se decretó dicho cambio de nombre y la hasta entonces población de Metapa pasaría a denominarse Ciudad Darío.

### Laguna de Moyúa
El espacio natural del complejo de la Laguna de Moyúa, conformado por la laguna de Moyúa, Tecomapa y las Playitas o Metapa es otro de los atractivos que posee este municipio. Este complejo natural tiene una gran riqueza en su biodiversidad y consta de establecimientos de ocio.
Se ubica en la comarca de Puertas Viejas y se llega a la misma desde el kilómetro 70 de la carretera 1, que une Matagalpa con Managua. La laguna de Moyúa es permanente mientras que la de las Playitas y Tecomapa son estacionales.
Moyúa tiene una extensión de 40 manzanas y en su interior hay dos islas, isla Honda e isla Seca, siendo la primera la mayor. Se estima que son los restos de una gran lago que ocupaba todo valle de Sébaco y de Metapa. En la isla Honda hay ruinas de construcciones precolombinas y se han hallado restos de cerámica chorotega.
La riqueza natural del paraje ha hecho que haya ingresado en la lista de “Humedales de Importancia Internacional”, conocida como Convención Ramsar. Tiene una gran diversidad de especies acuáticas y terrestres que van desde tortugas, peces, zarcetas, garzas, gallitos de agua, piches, patos reales, armadillos, coyotes, entre otros. La degradación a la que fue sometido este entorno, afectación por la Carretera Panamericana, caza de aves migratorias, sobreexplotación forestal y agrícola... se ha logrado detener e implicar a la comunidad vecina del mismo en la conservación natural del mismo.
Como alternativa económica la zona ha sido incluida en Ruta del Café y se ha desarrollado una explotación recreativa del entorno, mediante actividades naturales como los paseos a caballo, el senderismo o la observación de aves.
En la cercanía está el cerro de Güisisil, parte de la sierra de Totumbla (ahora sierra de Estrada) con sus cumbres cubiertas de pinos. Desde la cumbre se divisa casi toda la franja del Pacífico nicaragüense, desde el volcán San Cristóbal hasta el volcán Concepción.hsh

## Festividades
Las fiestas que se organizan en al parroquia de San Pedro, en honor a la Virgen de Fátima, San Juan, San Pedro y La Purísima. Y ahora con la nueva parroquia de Santa Lucía ubicada más norte de la ciudad, se celebran las fiestas en honor a Santa Lucía el 13 de diciembre. A partir del 14 de enero se da inicio a la Jornada Dariana en celebración al Natalicio del Poeta, finalizando con fiestas populares el 18 de enero.
El 2 y 3 de mayo en El Cacao se celebran las fiestas del Señor de la Veracruz.

## Hermanamientos
Tienen dos ciudades hermanadas con:
| - Cabra (España) | - Sprockhövel (Alemania) |